# Jack Womack
Jack Womack (ur. 8 stycznia 1956 w Lexington) – amerykański pisarz fantastyczny.
Jack Womack studiował dwa lata na Transylvania University. Od 1977 roku mieszka w Nowym Jorku. Pracuje w wydawnictwach "Orbit Books" i "Yen Press".
Jest laureatem Nagrody im. Philipa K. Dicka za Elvissey (1993). W Polsce, oprócz powieści Chaotyczne akty bezsensownej przemocy (1993) opublikowano opowiadanie Audytorium (Kroki w nieznane 2006).

## Twórczość (niepełna)
- Ambient (1987)
- Terraplane (1988)
- Heathern (1990)
- Chaotyczne akty bezsensownej przemocy (Random Acts of Senseless Violence, 1993, wyd. polskie 2001)
- Elvissey (1993)
- Let's Put the Future Behind Us (1996)
- Going, Going, Gone (2000)